# NGC 7121
NGC 7121 es una galaxia espiral (Sbc) localizada en la dirección de la constelación de Acuario. Posee una declinación de -03° 37' 11" y una ascensión recta de 21 horas, 44 minutos y 52,6 segundos.
La galaxia NGC 7121 fue descubierta en 3 de septiembre de 1872 por Édouard Stephan.